# DNCE in Concert
DNCE in Concert es la segunda gira musical de la banda estadounidense DNCE, creada para la promoción de su primer álbum de estudio DNCE. La gira comenzó el 9 de febrero de 2017 en Wallingford (Estados Unidos).

## Repertorio
1. «Naked»
2. «DNCE»
3. «Body Moves»
4. «Zoom»
5. «Blown»
6. «Let's Dance»
7. «Freedom»
8. «Good Day»
9. «Doctor You»
10. «Truthfully»
11. «Jinx»
12. «Almost»
13. «Toothbrush»
14. «Are You Gonna Go My Way» (cover de Lenny Kravitz)
15. «Be Mean»
16. «American Woman» (cover de The Guess Who)
17. «Pay My Rent»
18. «Unsweet»

Encore
1. Medley: 
  1. «Wannabe» (cover de Spice Girls)
  2. «Oops!... I Did It Again» (cover de Britney Spears)
  3. «Fade» (cover de Kanye West)
2. «Cake by the Ocean»

Referencia:

## Fechas
| Norteamérica — Etapa I   |             |                |                     |   |   |
| 9 de febrero de 2017     | Wallingford | Estados Unidos | Oakdale Theatre     | — | — |
| 14 de febrero de 2017    | Los Ángeles | Estados Unidos | Microsoft Theater   | — | — |
| 16 de febrero de 2017    | Bethlehem   | Estados Unidos | Sands Event Center  | — | — |
| Asia — Etapa II          |             |                |                     |   |   |
| 22 de marzo de 2017      | Seúl        | Corea del Sur  | Yes24 Live Hall     | — | — |
| 27 de marzo de 2017      | Tokio       | Japón          | Studio Coast        | — | — |
| Norteamérica — Etapa III |             |                |                     |   |   |
| 5 de abril de 2017       | Ames        | Estados Unidos | Iowa State Cyclones | — | — |